# Pont sobre el riu Ser (Serinyà)
El Pont sobre el riu Ser és una obra de Serinyà (Pla de l'Estany) inclosa a l'Inventari del Patrimoni Arquitectònic de Catalunya.

## Descripció
Sobre el riu Ser, afluent del riu Fluvià, es troba el pont en qüestió. Està format a partir de dos arcs el·líptics. Els carcanyols es troben perforats amb un seguit d'arcs de mig punt que segueixen el mateix estil que els arcs principals. La construcció va fer-se a partir d'un aparell d'opus incertum que esdevé pedra en les parts estructurals. La cornisa superior està sostinguda per petites mènsules que actuen també com a elements decoratius.